# Radsberg (Gemeinde Ebenthal)
Radsberg (slowenisch: Radiše) ist eine Ortschaft in der Marktgemeinde Ebenthal in Kärnten, Bezirk Klagenfurt-Land. Die Ortschaft hat 92 Einwohner (Stand 1. Jänner 2024).

## Geografie
Die Ortschaft liegt im östlichen Teil der gleichnamigen, rund 750 m hohen Hochfläche von Radsberg. Es handelt sich um einen Kirchweiler, dessen mächtige Kirche mit dem Pfarrhof, Karner und Teilen der Pfarrhofwirtschaft auf einem lang gestreckten Seitenmoränenzug des eiszeitlichen Wörtherseegletschers in einer Höhenlage von 748 m liegt. Westlich der Kirche schließt der Altort mit den landwirtschaftlichen Betrieben an. Am Rande der Rodungsinsel liegen im Westen und Norden mehrere Keuschen und Arbeiterwohnsiedlungen. Mächtige Wälder umgeben Radsberg in alle Richtungen. Sie spielten in der Geschichte für die Brennholzlieferungen nach Klagenfurt und die Entnahme von Einstreu für die Viehhaltung, später vor allem als Kapitalbasis für Investitionen in der Landwirtschaft immer eine große Rolle.

### Gliederung
Radsberg war bis zur Eingemeindung nach Ebenthal 1973 eine eigene Gemeinde, welche die Ortschaften Lipizach/Lipica, Tutzach/Tuce, Werouzach/Verovce, Schwarz/Dvorec, Kossiach/Kozje und Ober- und Unterkreuth/Zgornje in Spodnje Rute umfasste.

## Slowenische Kulturgeschichte und Kulturleben am Radsberg

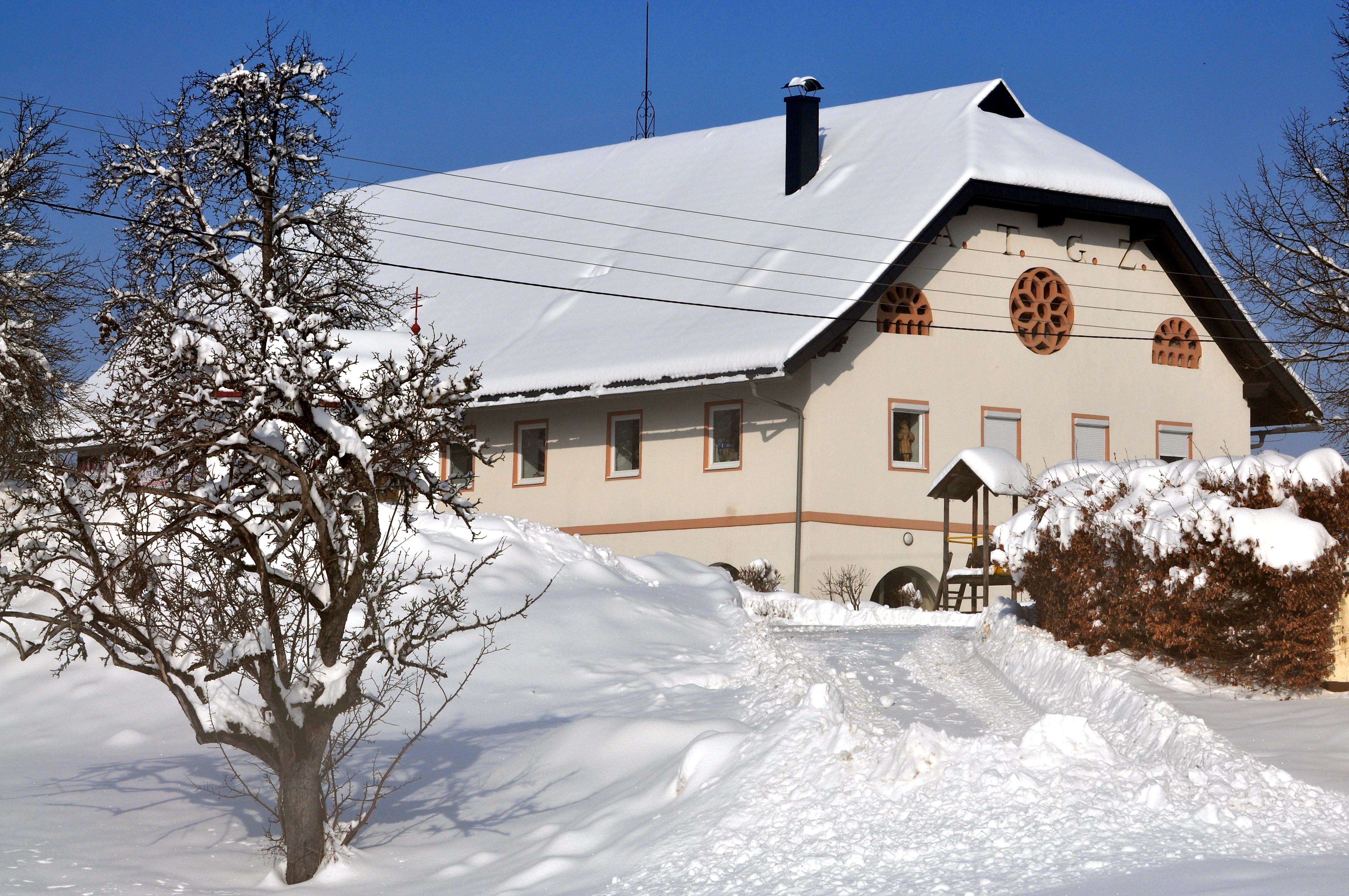
Slowenisches Kulturhaus am Radsberg, Südostansicht

Der östliche Bereich der Sattnitz wird vom Klagenfurter Feld aus erschlossen und zählt zu dessen slowenischem Mundartbereich (der Dialekt der Poljanci vom Klagenfurter Feld). Noch zu Beginn des 20. Jahrhunderts war das Gebiet vom Radsberg weitgehend slowenischsprachig. Heute ist die Pfarre Radsberg/Radiše zweisprachig und Slowenisch ist Unterrichtsfach.

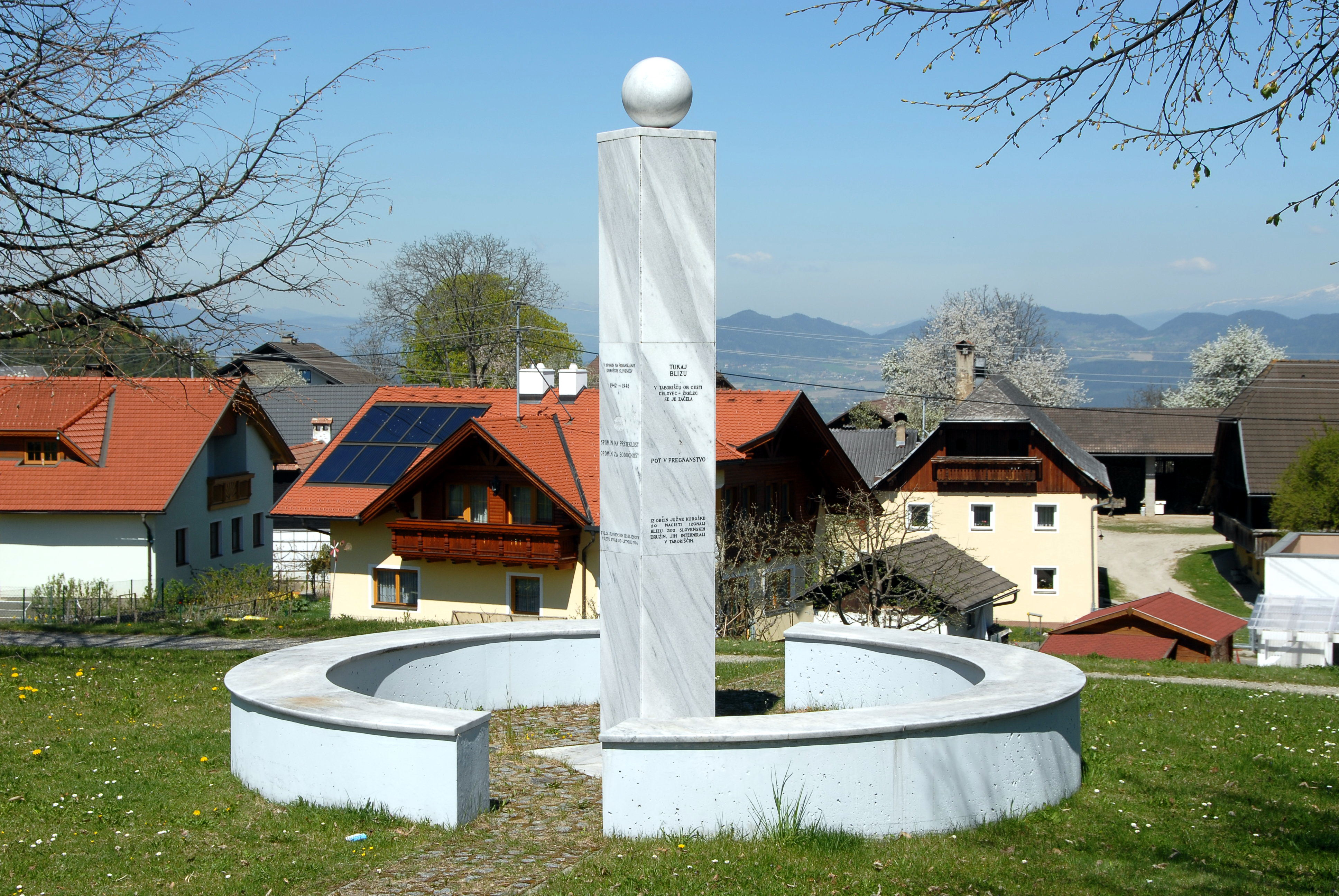
Denkmal für die deportierten Slowenen

Von besonderer Bedeutung für den Erhalt und die Pflege der slowenischen Sprache und Identität war der im Zuge einer gesamtsüdkärntner slowenischen Kulturbewegung im Jahr 1904 gegründete slowenische Kulturverein Katoliško slovensko izobraževalno društvo na Radišah (Katholischer slowenischer Bildungsverein am Radsberg). Im Rahmen des Vereins wirkte eines der ersten Tamburizza-Ensembles. Auch wurde dem Theater bzw. Laienspiel und dem bereits zuvor gepflegten Chorgesang besondere Aufmerksamkeit geschenkt. Bildungsveranstaltungen, eine Bibliothek und geselliges Beisammensein rundeten das Angebot ab. Aufgeführt wurde insbesondere auch Stücke mit politischem Inhalt als Antwort auf die wachsenden Diskriminierungen der Zeit, die die slowenische Kulturarbeit nach 1920 gänzlich zum Erliegen brachten. Erst 1929 gelang eine grundsätzliche Erneuerung des Vereinslebens, der seit dem seinen heutigen Namen trägt: Slovensko prosvetno društvo Radiše. Die massiven Verfolgungen und Deportationen von Slowenen sowie das Verbot der slowenischen Sprache während des NS-Regimes bedeuteten nicht nur ein (vorläufiges) Ende der slowenischen Kulturarbeit, sondern stellten eine existentielle Gefährdung der Slowenen an sich dar – viele einheimische Slowenen wurden zwangsdeportiert und zur Zwangsarbeit eingesetzt, so manche kamen nicht zurück. Den deportierten Slowenen aus Kärnten wurde 1996 zur „Erinnerung an die Vergangenheit“ und als „Mahnung für die Zukunft“ ein Denkmal in Radsberg gesetzt.
Nach der Befreiung 1945 begann sich das organisierte Kulturleben wieder zu entwickeln und so wurden seit 1947 81 Theaterstücke aufgeführt. Chorgesang und vielfältige weitere Aktivitäten runden das Angebot ab. Auch Tonträger wurden veröffentlicht. 1979 wurde das slowenische Kulturhaus feierlich eingeweiht und dient seitdem dem slowenischen Kulturverein SPD Radiše als Heimstätte.

### Der slowenische Dialekt
Die Altgemeinde Radsberg (zusammen mit der Gemeinde Ebenthal in Kärnten) zählt zum slowenischen Dialektbereich des Klagenfurter Feldes (poljanski govor oz. poljanščina Celovškega Polja), der ein Übergangsdialekt zwischen den slowenischen Dialekten des Jauntals (podjunščina) und des Rosentals (rožanščina) ist. Als besondere Variante des slowenischen Rosentaler Dialekts hat ihn bereits Johann Scheinigg 1882 identifiziert, was in der dialektologischen Studie von Katja Sturm-Schnabl aufgrund von Feldforschungen bestätigt werden konnte.
2014 wurde der gesprochene slowenische Dialekt in seiner aktuellen Form in dialektalen Episoden und heiteren Dorfgeschichten von Tomaž Ogris in Buchform und auf CD-Rom im Buch Vamprat pa Hana veröffentlicht.

## Kultur und Sehenswürdigkeiten

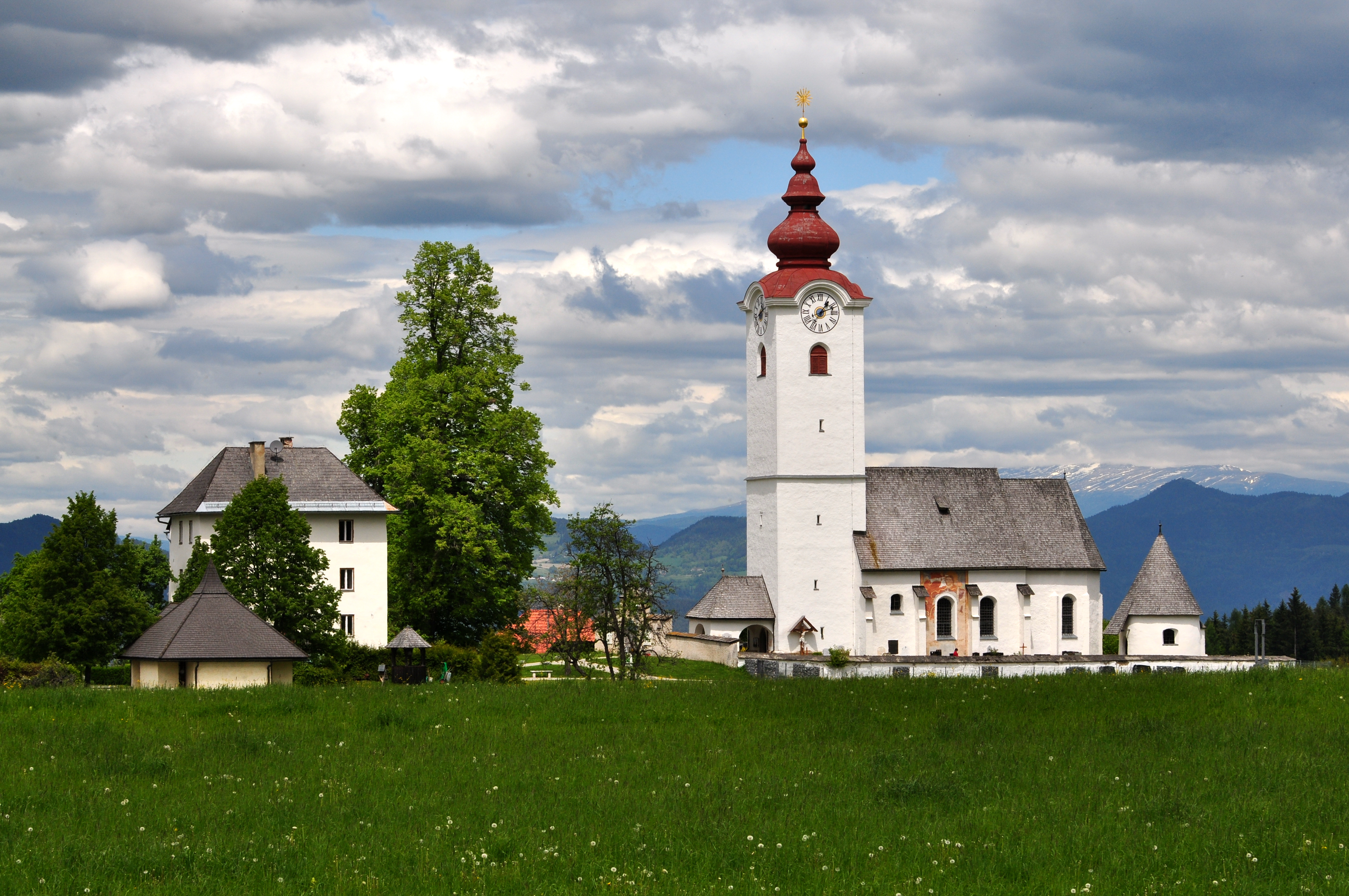
Pfarrkirche Radsberg

- Katholische Pfarrkirche Radsberg hl. Lambert